# 파라다이스 하이웨이
파라다이스 하이웨이(Paradise Highway)는 미국에서 제작된 안나 구또 감독의 2022년 액션, 스릴러 영화이다. 줄리엣 비노쉬 등이 주연으로 출연하였다.

## 출연

### 주연
- 줄리엣 비노쉬 - 샐리 역
- 모건 프리먼 - 게릭 역
- 프랭크 그릴로
- 카메론 모나한

### 조연
- 할라 핀리
- 베로니카 페레스
- 크리스티안 자이델